# Amphisbaena barbouri
Amphisbaena barbouri là một loài bò sát trong họ Amphisbaenidae. Loài này được Gans & Alexander mô tả khoa học đầu tiên năm 1962.